# لسنا (ناحیه پلهریموف)
لسنا (به چکی: Lesná) یک منطقهٔ مسکونی در جمهوری چک است که در ناحیه پلهریموو واقع شده‌است. لسنا ۴٫۴۱ کیلومتر مربع مساحت و ۷۵ نفر جمعیت دارد و ۵۳۰ متر بالاتر از سطح دریا واقع شده‌است.